# 余秀芝
余秀芝（1984年—），云南维西人，傈僳族，中华人民共和国政治人物、第十二届全国人民代表大会云南地区代表。
2013年，担任全国人大代表。